# Drepanocladus hallii
Drepanocladus hallii là một loài rêu trong họ Amblystegiaceae. Loài này được Broth. & Dixon mô tả khoa học đầu tiên năm 1916.